# Бойко, Иван Иванович
Иван Иванович Бойко (1916—1953) — старшина Рабоче-крестьянской Красной Армии, участник Великой Отечественной войны, Герой Советского Союза (1943).

## Биография
Иван Бойко родился в 1916 году в селе Саги, в семье крестьянина. Получил начальное образование, работал в колхозе. В 1937 году был призван на службу в Рабоче-крестьянскую Красную Армию. С 1941 года — на фронтах Великой Отечественной войны. В 1943 году вступил в ВКП(б). К сентябрю 1943 года гвардии старший сержант Иван Бойко командовал отделением 84-го гвардейского отдельного сапёрного батальона 73-й гвардейской стрелковой дивизии 7-й гвардейской армии Степного фронта. Отличился во время битвы за Днепр.
В ночь с 24 на 25 сентября 1943 года в районе села Бородаевка Верхнеднепровского района Днепропетровской области Украинской ССР Бойко переправил на западный берег Днепра около 200 советских солдат и офицеров и 5 тонн боеприпасов. Обратными рейсами Бойко эвакуировал около 100 раненых бойцов. Позднее на важнейших путях подхода вражеских сил Бойко с группой сапёров установил мины.
Указом Президиума Верховного Совета СССР от 26 октября 1943 года за «образцовое выполнение боевых заданий командования на фронте борьбы с немецко-фашистскими захватчиками и проявленные при этом мужество и героизм» гвардии старший сержант Иван Бойко был удостоен высокого звания Героя Советского Союза с вручением ордена Ленина и медали «Золотая Звезда» за номером 1355.
После окончания войны в звании старшины Бойко был демобилизован. Вернулся на родину, работал председателем колхоза. Умер 29 ноября 1953 года.
Был также награждён двумя орденами Красной Звезды и рядом медалей.